# Not Forgotten

Not Forgotten est un film américain réalisé par Dror Soref (en) et sorti en 2009.

## Synopsis
Jack Bishop vit heureux avec sa femme et sa fille adorée dans une petite ville tranquille du Texas. Mais lorsque cette dernière est mystérieusement kidnappée, Jack comprend que son sombre passé le rattrape. Face à l’inefficacité du FBI, il devra s’associer au culte de la Santa Muerte afin de se donner les moyens de retrouver sa fille. Sa recherche désespérée l’entraînera au Mexique dans un tourbillon de rebondissements. Finalement, il devra combattre ses propres démons s’il veut serrer dans ses bras celle qu’il aime le plus au monde.

## Fiche technique
- Réalisation : Dror Soref (en)
- Genre : Thriller
- Durée : 100 min
- Date de sortie : 2009

## Distribution
- Simon Baker (VF : Michaël Cermeno) : Jack Bishop
- Paz Vega (VF : Sara Dahan) : Amaya Bishop
- Michael DeLorenzo (en) (VF : Carlos Vicente) : Casper Navarro
- Chloë Grace Moretz (VF : Sophie Ostria) : Toby Bishop
- Ken Davitian : père Salinas
- Claire Forlani : Katie
- Gedde Watanabe (VF : Jean-Paul Szybura) : agent Nakamura
- Benito Martinez (VF : Pedro José Martos) : l'inspecteur Sanchez
- Amber Midthunder : Amaya jeune
- Melinda Page Hamilton : Député Mindy

Source et légende : version française (VF) selon le carton du doublage français sur le DVD zone 2.